# 안치우
안치우(安致佑, 2005년 10월 23일 ~ )은 대한민국의 축구 선수이다. 포지션은 중앙 미드필더, 오른쪽 풀백, 공격형 미드필더이다. 현재 K리그1의 수원 FC에서 K3리그의 부산교통공사로 임대되어 뛰고있다.